# Darryl Roberts
Darryl Bevon Roberts (Saint Joseph, 26 settembre 1983) è un calciatore trinidadiano, attaccante del Kaya-Iloilo e della Nazionale di calcio di Trinidad e Tobago.

## Statistiche

### Cronologia presenze e reti in Nazionale
| Cronologia completa delle presenze e delle reti in nazionale ― Trinidad e Tobago | Cronologia completa delle presenze e delle reti in nazionale ― Trinidad e Tobago | Cronologia completa delle presenze e delle reti in nazionale ― Trinidad e Tobago | Cronologia completa delle presenze e delle reti in nazionale ― Trinidad e Tobago | Cronologia completa delle presenze e delle reti in nazionale ― Trinidad e Tobago | Cronologia completa delle presenze e delle reti in nazionale ― Trinidad e Tobago | Cronologia completa delle presenze e delle reti in nazionale ― Trinidad e Tobago | Cronologia completa delle presenze e delle reti in nazionale ― Trinidad e Tobago |
| Data                                                                             | Città                                                                            | In casa                                                                          | Risultato                                                                        | Ospiti                                                                           | Competizione                                                                     | Reti                                                                             | Note                                                                             |
| -------------------------------------------------------------------------------- | -------------------------------------------------------------------------------- | -------------------------------------------------------------------------------- | -------------------------------------------------------------------------------- | -------------------------------------------------------------------------------- | -------------------------------------------------------------------------------- | -------------------------------------------------------------------------------- | -------------------------------------------------------------------------------- |
| 07-06-2013                                                                       | Tallinn                                                                          | Estonia                                                                          | 1 – 0                                                                            | Trinidad e Tobago                                                                | Amichevole                                                                       | -                                                                                | 65’                                                                              |
| 09-07-2013                                                                       | Harrison                                                                         | El Salvador                                                                      | 2 – 2                                                                            | Trinidad e Tobago                                                                | Gold Cup 2013 - 1º turno                                                         | -                                                                                | 71’                                                                              |
| 13-07-2013                                                                       | Miami                                                                            | Trinidad e Tobago                                                                | 0 – 2                                                                            | Haiti                                                                            | Gold Cup 2013 - 1º turno                                                         | -                                                                                |                                                                                  |
| 16-07-2013                                                                       | Houston                                                                          | Honduras                                                                         | 0 – 2                                                                            | Trinidad e Tobago                                                                | Gold Cup 2013 - 1º turno                                                         | -                                                                                | 71’                                                                              |
| 21-07-2013                                                                       | Atlanta                                                                          | Messico                                                                          | 1 – 0                                                                            | Trinidad e Tobago                                                                | Gold Cup 2013 - Quarti di finale                                                 | -                                                                                |                                                                                  |
| Totale                                                                           |                                                                                  | Presenze                                                                         | 5                                                                                |                                                                                  | Reti                                                                             | 0                                                                                |                                                                                  |